# Ling Ma
Ling Ma (Sanming, 1983) es una escritora e intelectual estadounidense de origen chino.

## Biografía
Nacida en Sanming (China) y criada en Utah, Nebraska y Kansas (Estados Unidos), asistió a la Universidad de Chicago y obtuvo una Maestría en Bellas Artes por la Universidad de Chicago.
Comenzó a escribir una historia sobre el trabajo y el capitalismo mientras trabajaba como verificadora de datos para Playboy, un trabajo que realizó entre 2009 y 2012; más tarde desarrolló la idea en su novela debut, Fever, en parte una obra distópica y apocalíptica, y en parte un análisis de la inmigración y de la alienación en el trabajo moderno.
En 2022 publicó su primer libro de relatos, La donna che scomparsa, confirmando su predilección por los tonos surrealistas y de ciencia ficción.
Profesora de la Universidad de Chicago desde 2017, sus artículos y cuentos han aparecido en revistas como Granta,  Chicago Reader y Playboy.

## Obras

### Novelas
- Fiebre (Severance, 2018), Turín, Códice, 2019 traducido por Anna Mioni ISBN 978-88-7578-757-8 .

### Cuentos
- La mujer que desaparece (Bliss Montage, 2022), Turín, Códice, 2023 traducido por Anna Mioni ISBN 9791254500743 .

## Premios

### Ganador
Premio Kirkus
- 2018 en la sección "Narrativa" con Febbre [10]

Premios Whiting
- 2020 en la sección "Narrativa" [11]

Premio del Círculo Nacional de Críticos del Libro
- 2022 en la sección "Narrativa" con La mujer que desaparece [12]

El premio de la historia
- 2022 con La mujer desaparecida [13]

Premios literarios Windham-Campbell
- 2023 [14]

### Finalista
Premio Locus a la Mejor Ópera Prima
- 2019 con fiebre [15]

## Otros proyectos
- Multimedia en Commons.

- Datos: Q56427737